# Don’t Blame Me (Taylor Swift-dal)
A Don’t Blame Me Taylor Swift amerikai énekesnő-dalszerző dala, Reputation (2017) című hatodik stúdióalbumáról. A Swift és a dal producerei, Max Martin és Shellback szerezte a Don't Blame Me-t, ami egy elektropop, EDM és gospelpop műfajú dal. A szám produceri munkáját mély basszus, lüktető szintetizátorok, valamint manipulált énekhang adja. A dalszöveg Swift egy szerelmi nyilatkozata, amiben a kábítószer-függőséget és vallási képeket használ hasonlatként.
A Reputation album kritikáiban a szakértők sötétnek és hangulatosnak nevezték a dalt; néhányan a Don’t Blame Me-t az album egyik legjobbjának nevezték, míg kevés mások szerint pedig csak átlagos volt. 2022-ben a Don’t Blame Me egyre népszerűbb lett a TikTok platformon. A dal szerepelt a Reputation Stadium Tour (2018) és a The Eras Tour (2023–2024) dallistáin is.

## Fordítás
Ez a szócikk részben vagy egészben  a   Don't Blame Me (Taylor Swift song) című angol Wikipédia-szócikk ezen változatának fordításán alapul.  Az eredeti cikk szerkesztőit annak laptörténete sorolja fel. Ez a jelzés csupán a megfogalmazás eredetét és a szerzői jogokat jelzi, nem szolgál a cikkben szereplő információk forrásmegjelöléseként.